# Arrondissement di Courtrai
L'arrondissement di Courtrai (in olandese Arrondissement Kortrijk, in francese Arrondissement de Courtrai) è una suddivisione amministrativa belga, situata nella provincia delle Fiandre Occidentali, nella regione delle Fiandre.

## Composizione
L'arrondissement di Courtrai raggruppa 12 comuni:
- Anzegem
- Avelgem
- Courtrai (Kortrijk)
- Deerlijk
- Harelbeke
- Kuurne
- Lendelede
- Menen
- Spiere-Helkijn
- Waregem
- Wevelgem
- Zwevegem

## Società

### Evoluzione demografica
Abitanti censiti
- Fonte dati INS - fino al 1970: 31 dicembre; dal 1980: 1º gennaio